# Pierre Berthier (homme politique)
Pierre Berthier est un homme politique français né le 14 mars 1723 à Nemours (Seine-et-Marne) et décédé le 10 janvier 1790 à Paris.
Avocat à Nemours, bailli de Puiseaux, il est député du tiers état pour la bailliage de Nemours aux États généraux de 1789.

## Sources
- « Pierre Berthier (homme politique) », dans Adolphe Robert et Gaston Cougny, Dictionnaire des parlementaires français, Edgar Bourloton, 1889-1891 [détail de l’édition]